# نيابوليس (تونس)

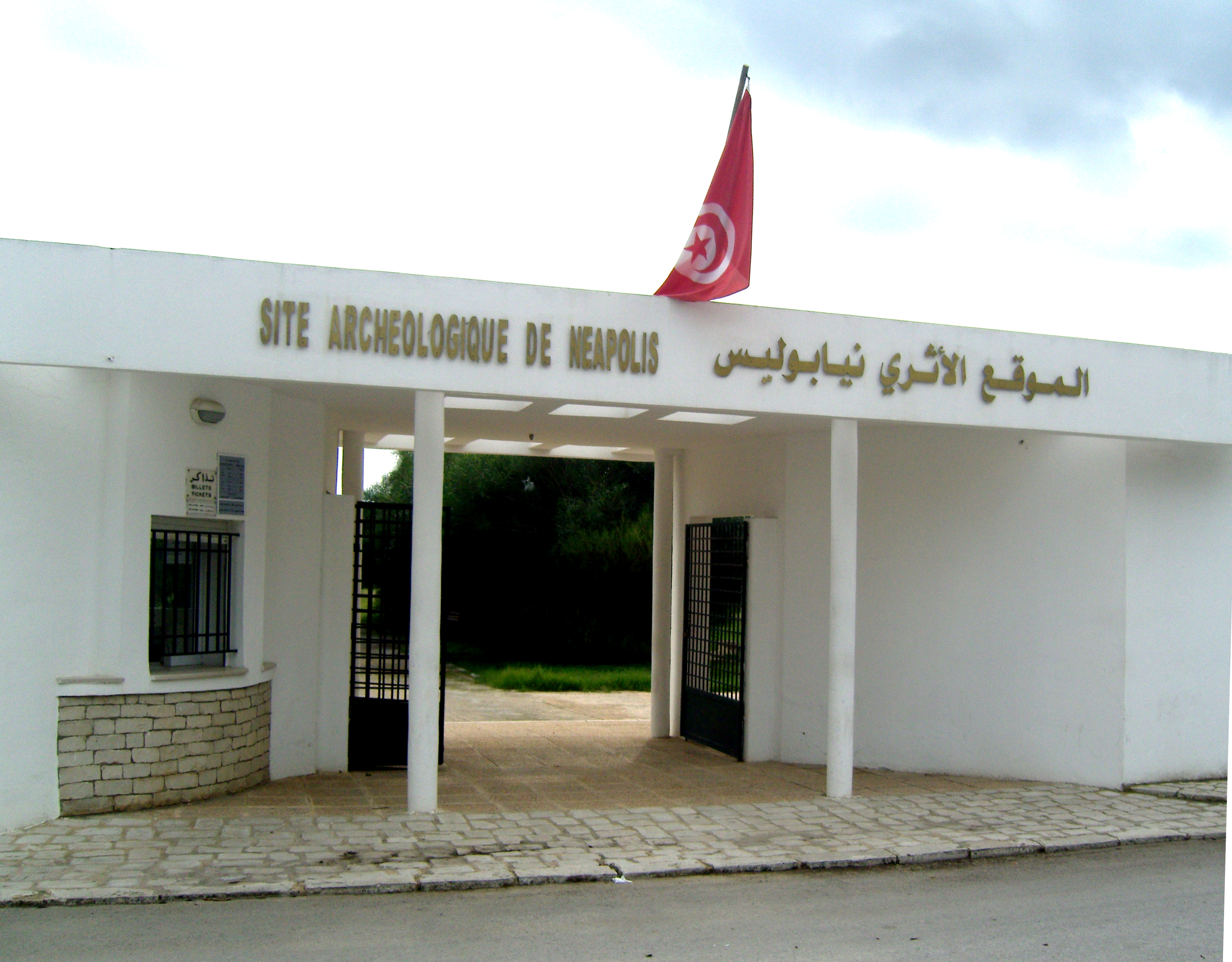
مدخل موقع نيابوليس.

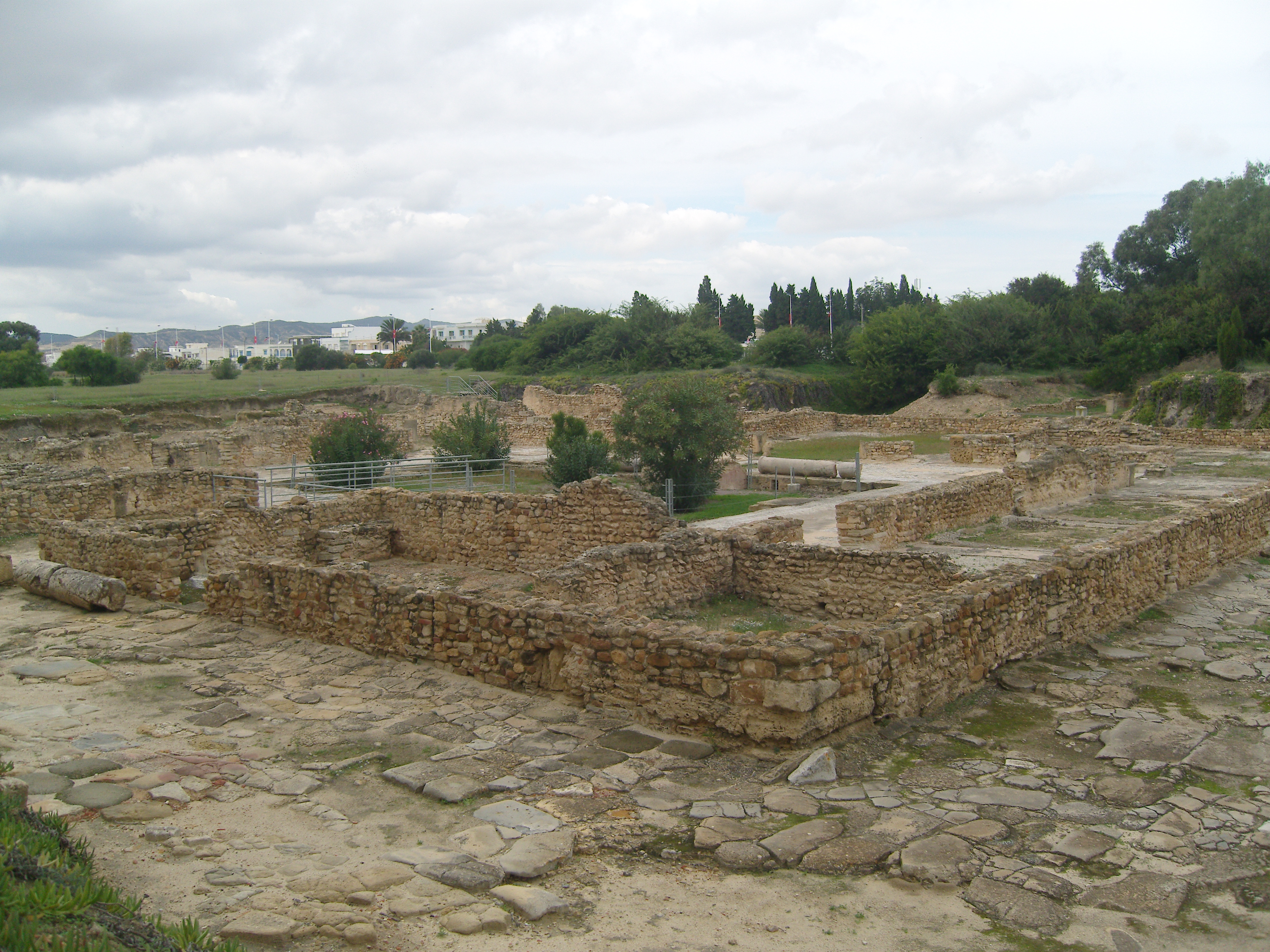
منظر لمنازل الحوريات.

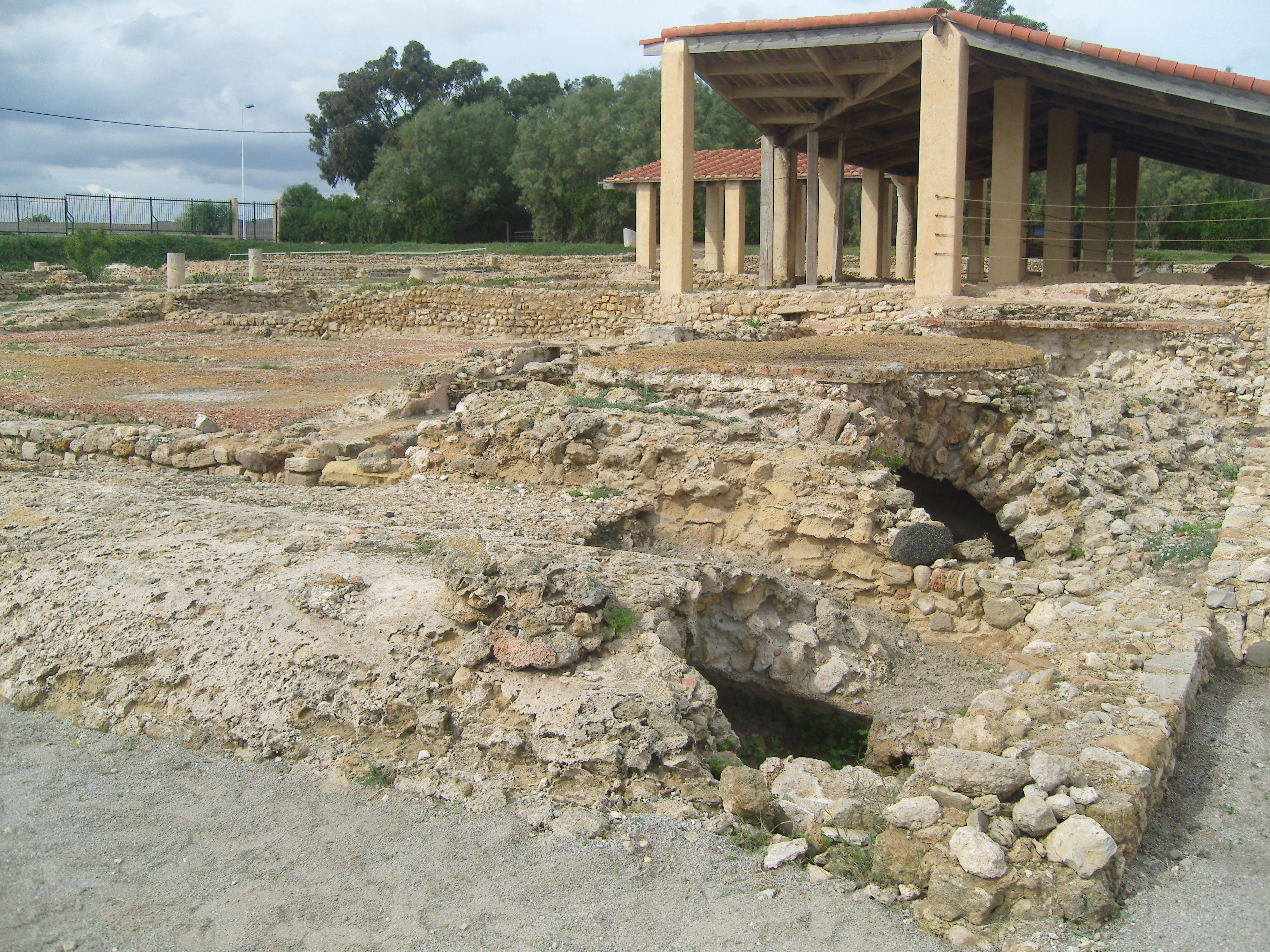
منظر لمصانع التمليح.

نيابوليس  (بالفرنسية: Néapolis)‏ هو موقع أثري تونسي تقع على الساحل، على بعد 2 كم عن مركز مدينة نابل.

## التاريخ
نيابوليس هي من المدن المغاربية النادرة التي تحمل اسم إغريقي، فقد ذكرها المؤرخ ثوسيديديس في نصوصه في القرن 5 ق م. هي كذلك أقدم مدينة ذكرت بعد قرطاج، ونفس النصوص تذكر أهميتها في الحقبة البونية، وذلك قبل تدميرها من قبل لوسيوس كالبورنيوس بيزو في 148 ق م.

تم ترقية المدينة إلى رتبة مستعمرة (أو كولونيا) تحت حكم قيصر أو أغسطس. حتى القرن 5، ذكرت عدة كتابات ازدهارها الاقتصادي. آخر معلومات حول المدينة ترجع لكتابات آساقفة في 646. هذا الازدهار الاقتصادي كان يرتكز أساسا على إنتاج توابل مفضلة لدى الرومان ومصنوعة من الأسماك وهي صلصلة الغاروم (السمك المخمر والمملح).

عانت المدينة بشكل خاص من عواقب الزلزال الكبير الذي تسبب في تسونامي في يوليو 365 والذي أغرق جزءً كبيرا من المدينة.

بعد ذلك، لم يتم ذكر المدينة إلا في القرن 12 من قبل الإدريسي الذي ذكر تواجد نابل القديمة التي أصبحت أطلالا من الآثار على بعد كيلومترات من المدينة الجديدة.

أثناء رحلته في إيالة تونس، كشف فيكتور جويرين عن العديد من النقوش على عدة قواعد لتماثيل موجودة في الموقع، منها. الحفريات الأولى للموقع انطلقت في 1965، ومكنت من الكشف عن مجمع صناعي لصناعة الغاروم يرجع للحقبة الرومانية، وكذلك عن حي سكني ومنازل معبدة بفسيفساءات، البعض منها محتفظ به على عين المكان، والبقية معروضة في متحف نابل. تم تنفيذ برنامج لتهيئة الموقع وترميمه بين عامي 1996 و2002 من قبل المعهد الوطني للتراث ووكالة إحياء التراث والتنمية الثقافية يتمثل أساسا في استعادة تخطيط الجدران وتغطية أروقة صالات أحواض التمليح وإصلاح أرصفة ديكومانوس (الطريق الرئيسية الشرقية الغربية)، وكذلك افتتاح قاعة جديدة في متحف نابل مخصصة لهذا الموقع الأثري.

في 2017، اكتشفت بعثة أثرية إيطالية تونسية حوالي 20 هكتارا من المدينة مغمورة تحت الماء.

## بيبليوغرافيا
- باسكال مونغن، Archéologie: vingt ans de recherches françaises dans le monde، باريس، دار نشر Maisonneuve et Larose بالتعاون مع رابطة نشر الفكر الفرنسي ومجلس البحوث الأوروبي، 2005، الصفحات 263-264 (ردمك 9782706818738).
- فيكتور جويرين، Voyage archéologique dans la régence de Tunis، المجلد الثاني، باريس، دار نشر بلون، 1862، الصفحة 247 (اطلع على النص).
- ميريام ستيرنبيرج، Données sur les produits fabriqués dans une officine de Neapolis (Nabeul, Tunisie)، مجلة Mélanges de l'École française de Rome. Antiquité (مخاليط من المدرسة الفرنسية في روما. العصور القديمة)، المجلد 112، العدد 112.1، سنة 2000، الصفحات 135-153 (اطلع على النص).